# Darwin-tinamu
A Darwin-tinamu (Nothura darwinii) a tinamualakúak (Tinamiformes) rendjébe, ezen belül a tinamufélék (Tinamidae) családjába tartozó faj.

## Rendszerezése
A fajt George Robert Gray angol zoológus írta le 1867-ben. Nevét és tudományos faji nevét Charles Darwin angol természettudós tiszteletére kapta.

## Alfajai
- Nothura darwinii agassizii Bangs, 1910
- Nothura darwinii boliviana Salvadori, 1895
- Nothura darwinii darwinii G. R. Gray, 1867
- Nothura darwinii peruviana von Berlepsch & Stolzmann, 1906
- Nothura darwinii salvadorii Hartert, 1909[2]

## Előfordulása
Argentína, Bolívia és Peru területén honos. A természetes élőhelye a szubtrópusi,  trópusi és mérsékelt övi legelők, szavannák és cserjések, valamint szántóföldek. Állandó, nem vonuló faj.

## Megjelenése
Testhossza 27 centiméter, testtömege 179-255 gramm.

## Életmódja
Rovarokkal és magvakkal táplálkozik.

## Természetvédelmi helyzete
Az elterjedési területe rendkívül nagy, egyedszáma ugyan csökken, de még nem éri el a kritikus szintet. A Természetvédelmi Világszövetség Vörös listáján nem fenyegetett fajként szerepel.